# غانم بن راجح
غانم بن راجح اباذراع بن قتادة بن إدريس الحسني، كان أمير مكة لمدة قصيرة في عام 1254. وتولى الإمارة في ربيع الأول 652 هـ (أبريل / مايو 1254) بعد عزل والده راجح دون مقاومة. حكم حتى شوال (نوفمبر - ديسمبر 1254) عندما هزمه إدريس بن قتادة وأبو نمي بن أبي سعد.
وبحسب ما ورد كان طويل القامة بشكل غير متناسب، لدرجة أن يديه وصلتا ركبتيه أثناء الوقوف. يقال الشيء نفسه عن والده.